# 베춤니에키시

시 문장

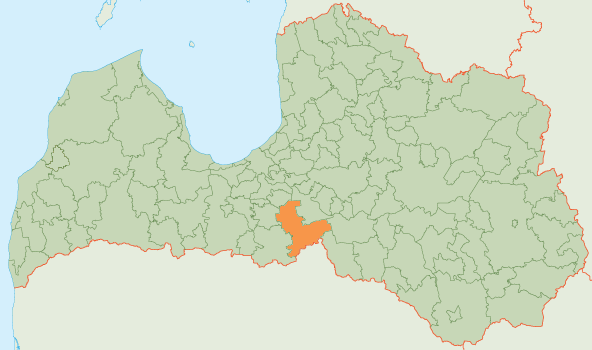
베춤니에키 시의 위치

베춤니에키시(라트비아어: Vecumnieku novads)는 라트비아의 지방 자치체로 행정 중심지는 베춤니에키이며 면적은 844km2, 인구는 9,910명(2009년 기준), 인구 밀도는 12명/km2이다. 6개 교구를 관할한다.